# Hamill
Hamill és una concentració de població designada pel cens dels Estats Units a l'estat de Dakota del Sud. Segons el cens del 2000 tenia 11 habitants.

## Demografia
Segons el cens del 2000, Hamill tenia 11 habitants, 5 habitatges, i 3 famílies. La densitat de població era de 3,5 habitants per km².
Dels 5 habitatges en un 20% hi vivien nens de menys de 18 anys, en un 40% hi vivien parelles casades, en un 0% dones solteres, i en un 40% no eren unitats familiars. En el 40% dels habitatges hi vivien persones soles el 20% de les quals corresponia a persones de 65 anys o més que vivien soles. El nombre mitjà de persones vivint en cada habitatge era de 2,2 i el nombre mitjà de persones que vivien en cada família era de 3.
Per edats la població es repartia de la següent manera: un 18,2% tenia menys de 18 anys, un 0% entre 18 i 24, un 27,3% entre 25 i 44, un 9,1% de 45 a 60 i un 45,5% 65 anys o més.
L'edat mediana era de 62 anys. Per cada 100 dones de 18 o més anys hi havia 80 homes.
La renda mediana per habitatge era de 42.500 $ i la renda mediana per família de 42.500 $. Els homes tenien una renda mediana de 15.000 $ mentre que les dones 16.250 $. La renda per capita de la població era d'11.833 $. Cap de les famílies estaven per davall del llindar de pobresa.

## Poblacions més properes
El següent diagrama mostra les poblacions més properes.